# 총독
총독(總督)은 해외 자치령에 파견되거나 원주민을 임명하여 그 땅을 통치하는 작위이다.
특히 구 대영제국에서 영국 국왕이 직접 통치하지 않는 식민지 영토에 있어서 국왕을 대리하는 직책이었으며, 오늘날에도 영국 국왕에 충성하는 영 연방 소속의 상당수 국가들에서 실권은 없지만 국왕을 대리하여 국가 원수의 역할을 하는 직책으로 남아있다. 이 맥락에서 '총독'이라는 말은 영어의 governor-general을 번역하는 명칭으로 쓰이나 때로 governor의 번역으로도 쓰인다. 독립국이 아닌 영국의 해외 영토에서는 비슷한 직책을 governor-general보다는 governor나 commissionor라고 부른다.

## 현재

### 영국 국왕
- 앤티가바부다의 총독
- 오스트레일리아의 총독
- 바하마의 총독
- 벨리즈의 총독
- 캐나다의 총독
- 그레나다의 총독
- 자메이카의 총독
- 뉴질랜드의 총독
- 파푸아뉴기니의 총독
- 세인트키츠 네비스의 총독
- 세인트루시아의 총독
- 세인트빈센트 그레나딘의 총독
- 솔로몬 제도의 총독
- 투발루의 총독

## 과거

### 영국
- 아일랜드 자유국 총독 (1922 ~ 1936)
- 인도 총독 (1833 ~ 1950)
- 파키스탄 총독 (1947 ~ 1956)
- 남아프리카 연방 총독 (1910 ~ 1961)
- 실론 총독 (1948 ~ 1972)
- 트리니다드 토바고의 총독 (1962 ~ 1976)
- 피지의 총독 (1970 ~ 1987)
- 모리셔스의 총독 (1968 ~ 1992)
- 홍콩 총독 (Governor, 1843 ~ 1997)
- 바베이도스의 총독 (1966 ~ 2021)

### 일본
- 대만 총독 (1895 ~ 1945)
- 조선 총독 (1910 ~ 1945)

### 스페인
- 스페인령 필리핀 총독(1565년 - 1898년)
- 네덜란드 총독

### 포르투갈
- 마카오 총독(1616년 - 1999년)
- 브라질 총독

### 러시아
- 러시아령 아메리카 총독(1790년 - 1867년)
- 시베리아 총독(1802년 - 1822년)
  - 서부 시베리아 총독(1822년 - 1882년)
    - 튀르키스탄 총독(1867년 - 1917년)
    - 스텝 총독(1882년 - 1918년)

  - 동부 시베리아 총독(1822년 - 1887년)
    - 이루쿠츠크 총독(1887년 - 1917년)
    - 아무르 총독(1884년 - 1917년)

## 같이 보기
- 총독 (베트남사)